# Bitwa pod Jaworowem
Bitwa pod Jaworowem – wrześniowe walki wielkich jednostek i oddziałów Armii „Małopolska” przebijających się do Lwowa.

## Koncentracja
13 września 1939  mianowany dowódcą Frontu Południowego gen. Kazimierz Sosnkowski w Przemyślu objął bezpośrednie dowodzenie nad dywizjami Armii „Małopolska”.
Celem połączenia z oddziałami obrony Lwowa, zablokowanego od zachodu przez wydzielony oddział niemieckiej piechoty zmotoryzowanej, dowódca frontu zadecydował o przeniesieniu kwatery ze Lwowa do odciętych jednostek w Przemyślu. Po przybyciu samolotem do Przemyśla podjął decyzję marszu po osi Gródek Jagielloński – Lwów, z uwagi na wylesiony teren szosy Lwów-Przemyśl i możliwe konsekwencje ataków Luftwaffe, nocnymi marszami poprzez częściowo zalesione tereny na północ od szosy. Dywizje otrzymały określone zadania: 38 Dywizja Piechoty ześrodkować się pod Sądową Wisznią, 11 Karpacka Dywizja Piechoty – pod Mościskami, a 24 Dywizja Piechoty  w okolicach Tyszkowic.
Maszerująca 38 DP na południowym wschodzie od Jaworowa stoczyła walkę ze zmotoryzowanym pułkiem SS „Germania”. Natarciem nocnym 98 pułku piechoty wyparto Niemców z Sądowej Wiszni.
24 DP wycofała się pod Prałkowce. Walcząc ze ścigającym go przeciwnikiem w okolicach Niżankowic, o świcie osiągnęła Tyszkowice. 14 września, po osiągnięciu rejonu ześrodkowania, została zaatakowana przez niemiecką 2 Dywizję Górską. Cały dzień odpierano ataki przeciwnika. O 21:00 dywizja  przerwała walkę i na rozkaz gen Sosnkowskiego pomaszerowała do lasów w okolicach Chorośnicy.
11 KDP po nocnym marszu osiągnęła rejon na północny wschód od Sądowej Wiszni.

## Kierunek Lwów
15 września dywizje otrzymały nowe zadania. Od tej pory celem zgrupowania było przebić się do kompleksu leśnego lasów janowskich, ciągnącego się od zachodnich przedmieść Janowa Lwowskiego do przedmieść Lwowa pofałdowanym terenem Roztocza.
Na lewym skrzydle nacierała 11 Karpacka Dywizja Piechoty. Płk Bronisław Prugar-Ketling ugrupował ją w dwie kolumny. W pierwszej, w ugrupowaniu bojowym, maszerowały  – 49 Huculski pułk strzelców i 53 pułk piechoty Strzelców Kresowych. Marszruta wiodła przez Sądową Wisznię, Nowosiółki, Mużyłowice Narodowe, Mołoszkowice, wzgórze 301 i Dwór Ewy.
Drugą kolumnę stanowił 48 pułk pechoty Strzelców Kresowych. Maszerował on  na osi Rogóźno, Dernaki, Bruchnal i Szkło.
Natarciem nocnym  dywizja miała opanować zachodni skraj Lasów Janowskich i przejść w nich do obrony.
Na prawym skrzydle zgrupowania uderzeniowego po dwóch osiach nacierała 38 DP.  Północna prowadziła przez Laszki, Tuczapy, Leśniowice, Dobrostany i Wolę Dobrostańską, a południowa – Rodatycze, Hartfeld, Rzeczyczany i Kamienobród.
W odwodzie gen. Sosnkowski pozostawił 24 Dywizję Piechoty. Swoje stanowisko po osiągnięciu lasów janowskich nakazał rozwinąć w gajówce Jaryna.
Przed frontem maszerujących dywizji obronę na szerokim froncie zorganizowały zmotoryzowane oddziały pułku SS „Germania” i grupa bojowa „Utz” z 1 Dywizji Górskiej. Piechotę wspierały baterie 79 pułku artylerii górskiej. Zaobserwowano też działanie „piątej kolumny” zwerbowanej z ludności ukraińskiej i spomiędzy kolonistów niemieckich

## Bitwa
Bitwa rozpoczęła się bojem spotkaniowym 49 pp w lesie w okolicy Szumlau. Walczono na bagnety. Piechota polska opanowała początkowo skraj lasu, a następnie wsie Szumlau i Ożomlę. O 21:00 uderzono w kierunku na  Lasy Janowskie. Zdobyto Mużyłowice. Przeciwnik poniósł duże straty w zabitych i rannych. Zdobyto znaczną liczbę dział, jaszczy, ciągników i samochodów. Niestety, z uwagi na brak wyszkolonych obsług i kierowców zdobycz zniszczono.
W tym czasie 48 pułk piechoty zaatakował i zdobył Rogóźno. Wzięto kilkunastu jeńców, zdobyto 6 dział przeciwpancernych, baterię artylerii lekkiej i samochody ciężarowe. Następnie pułk opanował Czerczyk i leśniczówkę przy rozwidleniu dróg z Jaworowa do Sądowej Wiszni i Przyłbic.
38 Dywizja Piechoty do działań wyruszyła z opóźnieniem. Przyczyną było silne bombardowanie i brak koordynacji dowodzenia tyłami 24 DP. Tabory tej ostatniej nie zwolniły w określonym czasie dróg marszu przeznaczonych dla dywizji pierwszego rzutu. Dopiero około 21:00 II batalion 98 pułku piechoty zajął Czarnokońce, a II batalion 97 pułku piechoty opanował Rodatycze. Przeciwnik stawił silny opór jedynie we wsi Hartfeld. Tu, na styku podgrup „Zimmer” i „Ernst”, atakowały z powodzeniem I i III batalion 97 pp. Wieś została zdobyta we wczesnych godzinach rannych. Wzięto jeńców, zdobyto pojazdy mechaniczne, cysterny i transportery. Zdobycz zniszczono granatami. Atakujący dalej 98 pułk piechoty osiągnął Dobrostany.
W nocnym boju na kierunku północnym Polacy osiągnęli zdecydowane zwycięstwo. Zmotoryzowany pułk SS „Germania” poniósł duże straty w sile żywej i utracił większość ciężkiego uzbrojenia i sprzętu bojowego. Dowódca niemieckiej 14 Armii wycofał go z frontu. Na południu Grupa „Utz” z niemieckiej 1 DG utrzymała jednak swoje pozycje i odparła polskie natarcie.
24 Dywizja Piechoty, działając jako II rzut zgrupowania, maszerowała całą noc i późnym popołudniem osiągnęła las na północ od Mołoszkowic.
16 września Niemcy odtworzyli odwody. Dowódca 1 DG sformował nową grupę bojową „Pemsel” z zadaniem odcięcia dróg marszu oddziałom polskim. Grupa uderzyła w kierunku  Dobrostany – Jarynia. W tym czasie Dobrostan bronił już III/98 pp. Batalion zniszczył 6 ciężkich dział i kilkanaście samochodów. 
38 DP walczyła w tym dniu w rozproszeniu. Błędy dowodzenia, brak łączności i trudny teren spowodowały, że utraciła niemal całą artylerię i tabory. Od zachodu nękały ją  pododdziały 179 pp niemieckiej 57 DP. Do Janowa dotarło jedynie sześć jej batalionów.
Gen. Sosnkowski swój sztab rozwinął pod Berdychowem, a wojskom nakazał bronić zachodniego  skraju lasów janowskich.
Bitwa  pod Jaworowem zakończyła się polskim sukcesem przede wszystkim dzięki doskonałemu dowodzeniu i wyszkoleniu żołnierzy 11 KDP. Gen. Sosnkowski uważał dywizję za najlepszy związek taktyczny Frontu Południowego.